# Bourg-le-Comte
 Bourg-le-Comte  es una población y comuna francesa, en la región de Borgoña, departamento de Saona y Loira, en el distrito de Charolles y cantón de Marcigny.

## Demografía
| 356 | 330 | 261 | 219 | 210 | 202 |
| Para los censos de 1962 a 1999 la población legal corresponde a la población sin duplicidades (Fuente: INSEE [Consultar]) |     |     |     |     |     |